# Retunen
Retunen är en sjö i kommunen Kaavi i landskapet Norra Savolax i Finland. Sjön ligger 101,5 meter över havet. Den är 21,2 meter djup. Arean är 2,65 kvadratkilometer och strandlinjen är 20,23 kilometer lång. Sjön  ingår i Vuoksens huvudavrinningsområde.   Den ligger omkring 48 kilometer öster om Kuopio och omkring 360 kilometer nordöst om Helsingfors. 
I sjön finns ön Pirisensaari, Liukkoluoto, Nuottisaari, Sepänsaari, Niittysaari, Petronsaari. Retunen ligger söder om Saarijärvi. 
Retunen är vid kanotleden Vaikkojoki.